# 김소원 (1995년)
김소원(본명: 김소정, 한국 한자: 金韶情, 1995년 12월 7일 ~ )은 대한민국의 배우이자 가수로, 걸그룹 여자친구의 리더이다. 
2015년 여자친구 데뷔부터 2021년 8월까지는 소원(Sowon)이라는 예명으로 활동하였다. 2021년 5월 22일 쏘스뮤직과의 계약이 만료되고 2021년 8월 2일 아이오케이컴퍼니와 전속계약을 체결하면서 활동명을 본명인 김소정으로 변경하였다. 이후 아이오케이컴퍼니와의 계약이 만료되자 2022년 11월 위 엔터테인먼트와 전속계약을 체결하고 활동명을 김소원으로 변경하였다.

## 학력
- 풍무중학교 (졸업)
- 한림연예예술고등학교 패션모델과 (졸업)
- 성신여자대학교 미디어영상연기학과 (재학)

## 생애

### 데뷔 이전
서울특별시 은평구 진관동 출생으로 아이키도 공인 4단이다. DSP 미디어에서 3년 6개월 동안 연습생으로 있다가 쏘스뮤직으로 이적했다.

### 데뷔
2015년 1월 16일, 여자친구의 멤버로 데뷔했다. DSP 미디어 연습생 시절에는 레인보우와 에이젝스의 뮤직비디오, 페이크 다큐멘터리 등에 자주 참여했다.
2018년 10월 19일, 패션모델로 데뷔했다.

## 출연 작품

### 진행
| 방송사 | 제목             | 기간                              | 참고      |
| ------ | ---------------- | --------------------------------- | --------- |
| SBS    | 《SBS 인기가요》 | 2016년 6월 26일                   | 스페셜 MC |
| SBS    | 《TV 동물농장》  | 2020년 11월 15일 2020년 11월 22일 | 스페셜 MC |

### 예능
| 연도 | 방송사    | 제목                        | 기간                 | 역할      | 참고            |
| ---- | --------- | --------------------------- | -------------------- | --------- | --------------- |
| 2016 | MBC       | 《마이리틀텔레비전》        | 2월 20일             | 출연자    | MLT - 021       |
| 2016 | MBC       | 《마이리틀텔레비전》        | 2월 27일             | 출연자    | MLT - 021       |
| 2016 | skyTravel | 《여자친구가 사랑한 유럽》  | 11월 5일 ~ 12월 24일 | 고정 출연 |                 |
| 2017 | 코미디TV  | 《맛있는 녀석들》           | 12월 8일             | 게스트    |                 |
| 2017 | K-STAR    | 《더 프렌즈 in 아드리아해》 | 12월 6일 ~ 1월 3일   | 참가자    | 데뷔 1000일기념 |

### 웹예능
| 연도 | 제목          | 기간            | 역할   | 참고 |
| ---- | ------------- | --------------- | ------ | ---- |
| 2024 | 노빠꾸 탁재훈 | 2024년 7월 10일 | 게스트 |      |

### 라디오
| 방송사     | 제목                  | 기간            |
| ---------- | --------------------- | --------------- |
| SBS 파워FM | 《박소현의 러브게임》 | 2022년 3월 22일 |
| SBS 파워FM | 《박소현의 러브게임》 | 2022년 4월 20일 |

### 뮤직비디오
| 연도 | 가수     | 제목                  |
| ---- | -------- | --------------------- |
| 2011 | 레인보우 | To Me(내게로...)      |
| 2013 | 레인보우 | Tell me Tell me       |
| 2022 | 김민종   | 긴 밤 (Endless Night) |

### 영화
- 2022년 오싹한 동거 - 정세리 역